# Histoire de la pragmatique
La pragmatique est la branche de la linguistique qui s'intéresse aux éléments du langage dont la signification ne peut être comprise qu'en connaissant le contexte. Cette discipline est née au XIXe siècle aux États-Unis mais a commencé à se développer surtout après la Seconde Guerre mondiale.

## AuXIXesiècle
Aux États-Unis, dès le XIXe siècle, plusieurs penseurs, s’appuyant sur le scepticisme spéculatif, que rencontrent souvent les prétentions à une connaissance spéculative valable de la réalité, ont soutenu l’idée que la pensée ne saurait jamais aller au-delà d’une connaissance pratique. À l’échelle humaine, ce qui tiendrait lieu d’une vérité théorique accessible, c’est l’efficacité : en gros, est vrai ce qui réussit, est faux ce qui échoue. Sur cette base, William James (1842-1910) a développé une doctrine qu’il a appelé pragmatique (du grec pragma « action »). Son ami Charles S. Peirce (1834-1914) a, lui, employé le terme voisin de pragmaticisme, et il a mis l’accent sur l’activité sémiotique de l’homme, donc sur l’emploi des signes. Tout naturellement, sa réflexion, à laquelle on porte aujourd’hui beaucoup d’intérêt, a rencontré les signes linguistiques et leur emploi.

## AuXXesiècle
Disciple de Peirce, son compatriote Charles W. Morris (1901-1979) a, dès avant la Seconde Guerre mondiale et sans trouver d’abord beaucoup d’écho, suggéré une nouvelle classification des principales disciplines étudiant les signes linguistiques :
– la syntaxe traite des rapports entre signes dans l’énoncé complexe ;
– la sémantique traite des rapports entre les signes et la réalité ;
– la pragmatique traite des rapports entre les signes et leurs utilisateurs.
Ainsi est apparue, au moins en théorie, une nouvelle discipline linguistique où devaient trouver systématiquement leur place non seulement les signes avec leurs composants et leur référents, mais aussi ceux qui en font usage. Dans la conception de Morris, sémantique et pragmatique sont censées couvrir des domaines bien distincts.
Or, telle qu’elle a été pratiquée dans la période suivante, la sémantique, toujours plus ou moins réduite à l’étude du sens descriptif, est restée engluée dans les difficultés signalées précédemment. Elle a bien su faire reconnaître qu’elle était indispensable, malgré les efforts du structuralisme américain pour se passer d’elle; elle s’est fait une place notable dans le générativisme de Noam Chomsky à côté de la syntaxe, mais les techniques inspirées de la phonologie et appliquées sous des noms divers, analyse sémique, analyse componentielle, etc., n’ont pas abouti à donner du sens une représentation satisfaisante. Comme il arrive souvent dans des situations ainsi bloquées, on a entrepris de contourner les obstacles qu’une attaque frontale ne parvenait pas à faire sauter. Autrement dit, le domaine auquel on s’intéressait a été considérablement élargi. Et, sous l’impulsion de certains philosophes, on s’est souvenu des suggestions faites par les pragmaticiens.

## Analyse du langage ordinaire
À ce propos, il faut évoquer le courant de pensée appelé tantôt nouvelle analyse, tantôt école d’Oxford, tantôt philosophie du langage ordinaire, avec les noms de Ludwig Wittgenstein (1888-1951) et de John L. Austin (1911-1960). Jusque-là, les philosophes avaient plutôt tendance à se livrer à une critique en règle des langues naturelles. Depuis Gottfried Wilhelm Leibniz (1646-1716), ils leur reprochaient leurs ambigüités, leurs illogismes et leurs imprécisions, se plaignaient que les philosophes, en les employant, se soient fourvoyés dans des problèmes purement verbaux et souhaitaient les remplacer par une langue parfaite, entièrement transparente et univoque, conçue à l’image des langues mathématiques. Seulement, les progrès de la réflexion logico-mathématique, la découverte de théorèmes fondamentaux sur l’incomplétude des systèmes formels et sur la réflexivité ont montré que cet idéal n’avait aucune chance d’être jamais atteint. Aussi les philosophes du langage ordinaire, puis leurs disciples, se sont-ils mis modestement à l’étude des langues naturelles dans leur emploi quotidien. Ce renfort a beaucoup compté pour les sciences du langage.
On a évoqué plus haut les affinités de la linguistique avec la psychologie. Or, depuis longtemps, cette dernière, faute de savoir pénétrer dans l’esprit-cerveau, a préféré s’intéresser au comportement perceptible, de façon à en tirer des renseignements indirects sur les mécanismes psychologiques qui, pour le piloter, utilisent des informations et des stimuli provenant du monde extérieur. Du comportement global, le comportement langagier est une partie capitale, qui distingue l’homme de toutes les autres espèces vivantes connues.
Mais parler c’est agir. Cette constatation a induit une conception élargie du langage et des langues. Dans cette optique, il ne suffit pas de les ramener à des systèmes d’éléments dénommés signes et de les étudier à l’image des constructions mathématiques. Le langage et les langues sont faits pour être mis en œuvre et pour servir les buts variés de l’activité humaine, la description de la réalité n’en étant plus qu’un parmi d’autres. Comme cette nouvelle manière de voir s’accordait avec les idées que défendaient les philosophes du langage ordinaire, l’appellation de pragmatique s’est progressivement imposée. Toutefois, il reste beaucoup d’incertitude sur le domaine de la discipline, sur ses méthodes, sur sa place exacte dans la linguistique, surtout par rapport à la sémantique.